# Metodo della linea di Becke
Il metodo della linea di Becke è un metodo che consente di misurare per confronto (quindi indirettamente) l'indice di rifrazione di piccolissimi campioni di materiali trasparenti. Viene utilizzato particolarmente per indagini su campioni mineralogici anche se è applicabile a qualsiasi materiale che, una volta ridotto in minuscoli frammenti o schegge submillimetriche, sia trasparente.
Il metodo parte dal principio secondo il quale un campione trasparente, avente un determinato indice di rifrazione, se viene immerso in un liquido che ha il medesimo indice di rifrazione risulta praticamente indistinguibile.

## Procedimento
Fondamentalmente sono necessari alcuni liquidi ad indice di rifrazione noto, un microscopio ed un rifrattometro di Abbe.
Il campione del quale si desidera misurare l'indice di rifrazione viene posto sul vetrino del microscopio, immerso in una goccia di un liquido ad indice di rifrazione noto e coperto da un vetrino coprioggetti, quindi si mette a fuoco il campione. In questo modo sarà appena visibile il contorno del campione.

Si sfoca ora impercettibilmente l'immagine sollevando l'obiettivo dal vetrino ed osservando il contorno del campione che apparirà luminoso a causa del differente indice di rifrazione dei due mezzi.
Con questa operazione, il contorno luminoso si sposterà verso il mezzo che ha l'indice di rifrazione maggiore: verso l'esterno del campione l'indice di rifrazione del liquido è maggiore dell'indice di rifrazione del campione (e viceversa).
Si ripete l'operazione con liquidi (o miscele di liquidi) aventi differenti indici di rifrazione, finché il contorno del campione non appaia più luminoso sfocando leggermente l'immagine.

A questo punto, gli indici di rifrazione si possono considerare coincidenti, infatti il metodo permette di rilevare differenze sino alla terza cifra decimale.
Quando si è ottenuto questo risultato, si misura col rifrattometro il liquido (o la miscela) che ha il medesimo indice di rifrazione del campione in esame.

## Vantaggi e svantaggi
Questo metodo di misura ha una elevata precisione (alla terza cifra decimale) ma è un tipo di indagine distruttiva in quanto occorre ottenere un frammento (sia pur microscopico) del campione da analizzare.
Non è quindi applicabile ad analisi gemmologiche di campioni lavorati (dai quali ovviamente non è possibile asportare frammenti) né è applicabile a materiali opachi.
Un vincolo è imposto dall'indice di rifrazione dei liquidi utilizzabili: il valore massimo misurabile è circa 1,81 ed è pari all'indice di rifrazione di una soluzione satura di zolfo in ioduro di metilene addizionata del 18% di tetraiodetilene (liquido di Anderson).